# Zvonjat, otkrojte dver
Zvonjat, otkrojte dver (russisk: Звонят, откройте дверь) er en sovjetisk spillefilm fra 1965 af Aleksandr Mitta.

## Medvirkende
- Jelena Proklova som Tanja Netjajeva
- Rolan Bykov som Pavel Vasilievitj Kolpakov
- Sergej Nikonenko som Petja Krjutjkov
- Vladimir Belokurov som Korkin
- Viktor Kosykh som Genka